# MI1
MI1 lub Sekcja 1 Brytyjskiego Wywiadu Wojskowego, była oddziałem Brytyjskiego Zarządu Wywiadu Wojskowego, części Biura Wojny. Powstała podczas I wojny światowej. Wchodząca w jej skład komórka "C&C", zajmowała się łamaniem szyfrów. Obecnie MI1 nie istnieje, a obowiązki Biura Wojny przejęło Ministerstwo Obrony.